# Franchise cautionnée
 (juillet 2025).
Si vous disposez d'ouvrages ou d'articles de référence ou si vous connaissez des sites web de qualité traitant du thème abordé ici, merci de compléter l'article en donnant les références utiles à sa vérifiabilité et en les liant à la section « Notes et références ».
La franchise cautionnée est un type de produit d'assurance maladie inventé par Groupe France Mutuelle en 1996, mutuelle adhérente de la mutualité française.
Elle concerne les assurances complémentaires santé (individuelles uniquement) et reposent sur l’auto-responsabilisation.
Le principe est le suivant : le montant de la cotisation de la complémentaire santé est composée d'une partie fixe (qui conserve l'appellation de cotisation) et d'une autre partie appelée la caution, remboursable sous certaines conditions.
Trois situations peuvent se présenter :
1. si la consommation de soins de l'assuré est nulle, celui-ci récupère la totalité de sa caution ;
2. si la consommation de soins de l'assuré est modérée, la caution sera remboursée en partie ;
3. si la consommation de soins de l'assuré est importante, aucune caution n'est remboursée et les soins sont couverts comme prévu au contrat.

Ce mécanisme est présent chez plusieurs assureurs sous des noms différents.